# Olivia Giaccio
Olivia Giaccio (Mount Kisco, 15 augustus 2000) is een Amerikaanse freestyleskiester. Ze vertegenwoordigde haar vaderland op de Olympische Winterspelen 2022 in Peking.

## Carrière
Bij haar wereldbekerdebuut, op 4 februari 2016 in Deer Valley, scoorde Giaccio direct wereldbekerpunten. Exact een jaar na haar debuut behaalde ze in Deer Valley haar eerste toptienklassering in een wereldbekerwedstrijd. Op 19 februari 2017 stond de Amerikaanse in Tazawako voor de eerste maal in haar carrière op het podium van een wereldbekerwedstrijd. Op de wereldkampioenschappen freestyleskiën 2017 in de Spaanse Sierra Nevada eindigde Giaccio als vijftiende op het onderdeel dual moguls en als zeventiende op het onderdeel moguls.
In Deer Valley nam ze deel aan de wereldkampioenschappen freestyleskiën 2019. Op dit toernooi eindigde ze als twintigste op het onderdeel moguls en als 25e op het onderdeel dual moguls. Op 4 december 2021 boekte de Amerikaanse in Ruka haar eerste wereldbekerzege. Tijdens de Olympische Winterspelen van 2022 eindigde Giaccio als zesde op het onderdeel moguls.

## Resultaten

### Olympische Winterspelen
| Jaar | Plaats | Resultaten |
| ---- | ------ | ---------- |
| 2022 | Peking | 6e Moguls  |

### Wereldkampioenschappen
| Jaar | Plaats        | Resultaten                 |
| ---- | ------------- | -------------------------- |
| 2017 | Sierra Nevada | 15e Dual Moguls 17e Moguls |
| 2019 | Deer Valley   | 25e Dual Moguls 20e Moguls |

### Wereldbeker
Eindklasseringen
| Seizoen   | Algm | MO  | DM  |
| --------- | ---- | --- | --- |
| 2015/2016 | 167e | 35e | 35e |
| 2016/2017 | 58e  | 11e | 11e |
| 2017/2018 | 64e  | 12e | 12e |
| 2018/2019 | 52e  | 11e | 11e |
| 2019/2020 | 158e | 38e | 38e |
| 2020/2021 | –    | 26e | 26e |
| 2021/2022 | 4e   | 4e  | 10e |

Wereldbekerzeges
| Datum           | Plaats | Onderdeel |
| --------------- | ------ | --------- |
| 4 december 2021 | Ruka   | Moguls    |